# Stunbag
Een stunbag (ook wel beanbag of in het Nederlands klapkogel) is een soort munitie voor een vuurwapen die niet in het lichaam binnendringt, maar wel een flinke klap uitdeelt.

## Werking
De stunbag bestaat uit een rond zakje of een zakje van ongeveer 5 bij 5 centimeter, gevuld met loodkogeltjes, dat wordt afgeschoten met een speciaal jachtgeweer, een shotgun kaliber 12. Dat type vuurwapen wordt ook wel gebruikt voor het afschieten van traangasgranaten.
Stunbags worden gebruikt door arrestatieteams om een verdachte op enige afstand tijdelijk te kunnen uitschakelen, met - in vergelijking met scherpe munitie - minder risico de verdachte ernstig te verwonden of te doden.
Het effect van de stunbag kan worden vergeleken met een klap van een professionele bokser.
Voor het toepassen van de stunbag is een speciale training vereist. Inslagen op de borst of hoofd kunnen dodelijk zijn.
Het wapen is bruikbaar op een afstand van 3 tot 6 meter. Het bereik van het projectiel is zo'n 20 meter, maar voorbij de zes meter kan het niet nauwkeurig gericht worden. Op minder dan 3 meter is het gebruik niet veilig.

## Nederland
In 1999 is een beanbag gebruikt door een speciaal getraind lid van een arrestatieteam van de politie Haaglanden. Hierover werden door Tweede Kamerleden en de Nationale Ombudsman vragen gesteld aan de minister van Binnenlandse Zaken en Koninkrijksrelaties. Dit wapen kwam niet voor in de Bewapeningsregeling politie en mocht daarom alleen met toestemming van de minister gebruikt worden.
In de nacht van 21 op 22 augustus 2004 is stunbag munitie ingezet in Woerden, toen een man zijn echtgenote gijzelde en met een mes bedreigde, terwijl hun drie kinderen slapend in huis waren. De hoofdofficier van justitie had toestemming gegeven voor het gebruik van de stunbag. Een in het gebruik van dit wapen geoefend teamlid van het arrestatieteam Rotterdam-Rijnmond is erbij gehaald om de stunbag te kunnen gebruiken. De verdachte werd in totaal vier of vijf maal door een stunbag geraakt. Na de eerste schoten bleef hij het slachtoffer bedreigen. Na het laatste schot, dat de verdachte in zijn nek trof, raakte hij korte tijd buiten bewustzijn. De moeder van de verdachte klaagde over het gebruik van de stunbag bij de Nationale Ombudsman, omdat dit wapen officieel nog geen toegestaan politiewapen was. Deze oordeelde dat het wapen weliswaar officieel niet toegestaan was, maar dat het veel minder gevaarlijk was dan een gewoon vuurwapen, dat in die omstandigheden wel gebruikt had mogen worden. Daarom werd deze klacht afgewezen.
Sinds 2006 zijn arrestatieteams gemachtigd iemand die zich niet laat arresteren en/of mogelijk gewapend is met een stunbag-projectiel uit te schakelen.
Op maandag 7 mei 2007 werd ook een stunbag gebruikt bij een gijzeling in een woning aan de Middenstraat in Sluiskil. Een 38-jarige man hield daar enkele uren zijn 6-jarige zoontje gegijzeld. Een arrestatieteam maakte met het gebruik van de stunbag een einde aan de gijzeling. De gijzelnemer moest geopereerd worden in het ziekenhuis.
Op donderdag 2 januari 2014 werd een stunbag gebruikt bij een aanhouding van een 21-jarige verdachte in Rotterdam. De verdachte sloeg op de vlucht toen hij het arrestatieteam opmerkte. Het arrestatieteam gebruikte een stunbag om de verdachte tot stoppen te dwingen, waarna hij kon worden aangehouden.

## Verenigde Staten
Stunbags worden het meest gebruikt in de Verenigde Staten. Het systeem is ontwikkeld in 1970. Sinds 1970 is er door de toepassing van stunbags in de Verenigde Staten ongeveer één dodelijk slachtoffer per jaar geweest.